# گل هزار بهار
«گل هزار بهار» اثری از علیرضا افتخاری می‌باشد که آهنگسازی این مجموعه بر عهده کامبیز روشن روان بود و ارکستر سمفونیک تهران آن را اجرا کرد که به علی شریعتی تقدیم شد. این اثر در پائیز سال ۱۳۷۹ توسط مؤسسه مشکات منتشر شد.

## توضیحات
این اثر به مناسبت بیست و سومین سال درگذشت دکتر علی شریعتی منتشر شد. منتقدان این اثر را از بهترین آثار روشن روان می‌دانند. روشن روان در این اثر از چند سبک برای آهنگسازی استفاده کرده‌است که نسبت به دکلمه و شعر روی آن تغییر می‌کند. در این آلبوم که در ۶ بخش به هم پیوسته ساخته شده‌است، موسیقی سازی به شکل مستقل کمتر شنیده می‌شود و موسیقی اکثراً همراه با کلام است. این آلبوم اولین تجربه علیرضا افتخاری در خواندن آثار ارکسترال بود که به خوبی از این اثر استقبال شد.
این اثر در سال ۱۳۶۷ ضبط گردید اما به خاطر دلایل نامعلوم تا سال ۱۳۷۹ منتشر نشد. بریده‌هایی از گفتارها و سخنرانی‌های علی شریعتی نیز در قطعات شنیده می‌شود.
در میان این سه، تصنیف «شمع» را می‌توان نقطه برجسته این آلبوم یا شاه بیت این اثر دانست. تصنیفی طولانی (نسبت به اکثر تصنیفهای ایرانی) به مدت ۱۰ دقیقه که در آن کر و ارکستر تلفیقی خواننده را همراهی می‌کنند. «شمع» یا «شمع زندان» از اشعار مشهور شریعتی است که از زبان یک زندانی در انتظار مرگ به شمع نیمه جانی است.

## شرح

### هنرمندان
خواننده: علیرضا افتخاری
آهنگساز: کامبیز روشن روان
اشعار: علی شریعتی و مولانا
اجرا: ارکستر سمفونیک تهران
دکلمه: بهروز رضوی
گروه کر: سودابه شمس، فهیمه اسماعیلی، محمد رضا اخوان، مهدی نیک نام، سیامک علی قلی، جهانگیر زمانی

#### نوازندگان
ویلن: منوچهر انصاری، همایون رحیمیان، خاچیک بابائیان، ارسلان کامکار، رضا عالمی، مهدی جوانفرد
ویولا: سیاوش ظهیرالدینی، نوروز یزدانی، رضا کافی
ویلن سل:عباس ظهیرالدینی، کریم قربانی، محسن تویسرکانی
کنترباس: علیرضا خورشیدفر، رضا بیات
فلوت: ناصر رحیمی
ایوا:فرشید حفظی‌فر
کلایرینت: اکبر محمدی
فاگوت: محمدرضا احمدیان
هورن: جاوید مجلسی، مسعود قریب نواز
تیمپا: علیرضا قوامی
تار: حمید متبسم
سه تار: حمید متبسم
کمانچه: اردشیر کامکار
سنتور: بهنام مناهجی
عود: محمد فیروزی

## قطعات
| نام ترانه | ترانه‌سرا   | آهنگ‌ساز         | تنظیم کننده     |
| --------- | ---------- | --------------- | --------------- |
| کویر      | مولانا     | کامبیز روشن‌روان | کامبیز روشن‌روان |
| باد صبا   | مولانا     | کامبیز روشن‌روان | کامبیز روشن‌روان |
| فردا      | علی شریعتی | کامبیز روشن‌روان | کامبیز روشن‌روان |
| شمع       | علی شریعتی | کامبیز روشن‌روان | کامبیز روشن‌روان |
| نور ازلی  | مولانا     | کامبیز روشن‌روان | کامبیز روشن‌روان |
| عروج      | مولانا     | کامبیز روشن‌روان | کامبیز روشن‌روان |